# Valea Șapartocului, Mureș
Valea Șapartocului este un sat în comuna Albești din județul Mureș, Transilvania, România.